# Eugen Staegemann

Porträtfoto Eugen Staegemann

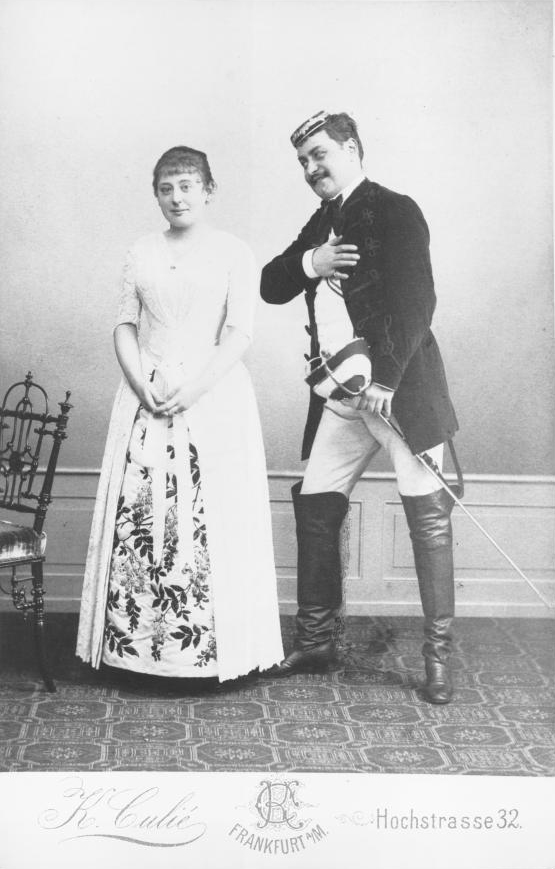
Eugen Staegemann und Thessa Klinkhammer am Stadttheater Frankfurt

Eugen Eduard Otto Staegemann (* 13. Oktober 1845 in Freienwalde; † 11. März 1899 in Düsseldorf) war ein deutscher Schauspieler, Regisseur und Theaterintendant.

## Leben
Der Bruder von Max Staegemann erhielt Schauspielunterricht bei seinem Onkel Eduard Devrient und debütierte 1863 in Karlsruhe. Über Bremen, Meiningen und Hannover gelangte er 1867 an das Stadttheater Hamburg. Hier spielte er zwölf Jahre als Bonvivant die heiteren, geistreichen und charmanten Rollen. Im gleichen Fach glänzte er weitere acht Jahre lang am Stadttheater in Frankfurt am Main. 
Von 1888 bis 1891 wirkte er als Schauspieler und Regisseur am Lessingtheater in Berlin, wo er in Henrik Ibsens Nora den Torvald Helmer gab. Otto Brahm schrieb über seine Darstellung: Herr Staegemann hat die Figur erst ins rechte Licht gesetzt und mit einer Selbstverleugnung, welche die Darsteller der Liebhaberrollen nur selten aufbringen, all das Pedantische und Kleinliche der Gestalt von Anfang an deutlich gekennzeichnet.
1891 übernahm er die Direktion des Stadttheaters Düsseldorf, die er am 15. September mit einer Inszenierung von Wildenbruchs Der neue Herr eröffnete. Als Schauspieler stand er nur noch selten auf der Bühne. Am 18. März 1893 gab er den Ferreol von Meyran in Victorien Sardous gleichnamigen Stück und 1894 spielte er den Konstantin von Horst in Gustav von Mosers Ein moderner Barbar. 
Aufgrund ernsthafter Probenarbeit und gelungener, von der Kritik gefeierter Inszenierungen erlebte das Theater Düsseldorf, das mit dem Theater Duisburg verbunden war, unter Staegemanns Leitung einen großen Aufschwung.
Er war eine stattliche und vornehme Erscheinung und hauptsächlich auf dem Gebiete des modernen Schau- und Lustspiels beliebt. Seine Schöpfungen als Bonvivant zeichneten sich wie seine Liebhabergestalten durch geistreichen Charme und überaus liebenswürdigen Humor aus (...).
Staegemann schrieb auch selbst Theaterstücke, die am Königlichen Schauspielhaus Berlin wiederholt aufgeführt wurden.
Eugen Staegemann war mit der Schauspielerin Ida Valeska Malwine Kaulbach verheiratet, einer Nichte des Malers Wilhelm von Kaulbach, die nach dem Tod ihres Gatten die Direktion in Düsseldorf weiterführte.

## Bühnenwerke
- Auf Schloß Ranneck
- Die Namensvettern, Lustspiel, Uraufführung: 1877, Berlin